# Temporal (meteorología)

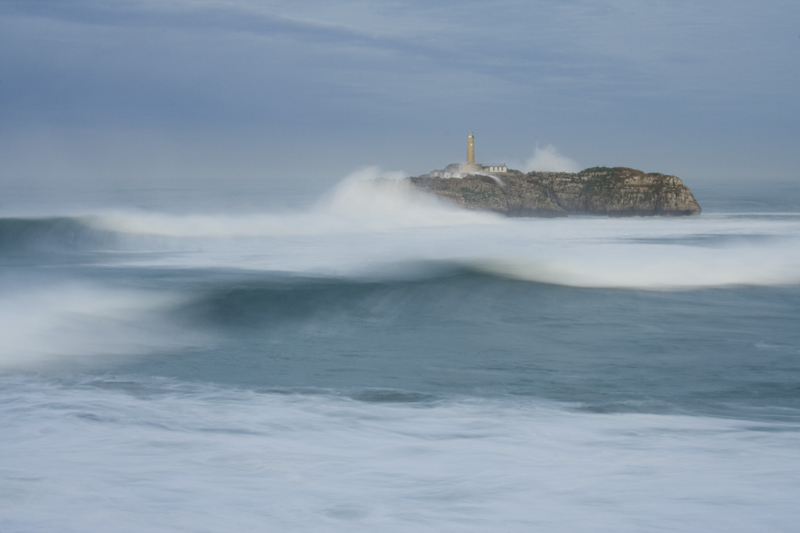
Temporal sobre el mar Cantábrico.

Un temporal en meteorología es un viento fuerte de grado superior al octavo de la escala de Beaufort. Puede ir acompañado de arena en suspensión (simún), de nieve (ventisca), o de lluvias. 
La RAE define temporal, como sustantivo, tanto como una tempestad como un «tiempo de lluvia persistente». Si el viento, que es el fundamento del concepto cuando es generalizado y persistente, transporta o realza otro meteoro (lluvia, nieve, etc.), calificaría al temporal («temporal de lluvia», «temporal de nieve», etc.).
Empieza a existir un temporal cuando el viento sopla a más de 60 km/h. Su fuerza desgaja entonces las ramas de los árboles y se vuelve más difícil para el hombre la marcha contra ese viento. En el mar, la altura de las olas pasa de 4 m y el viento arranca rociones a sus crestas, en tanto que se forman estelas de espuma orientadas en la dirección del viento. Si la fuerza de este aumenta aún más, se pasa del temporal a la tempestad.
La tempestad en alta mar puede ser peligrosa si no se toman medidas y medios suficientes.